# Polskie Zakłady Lotnicze

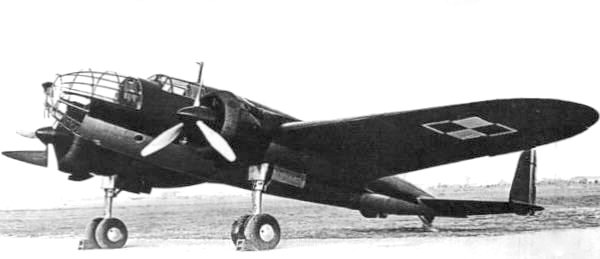
PZL.37 Łoś

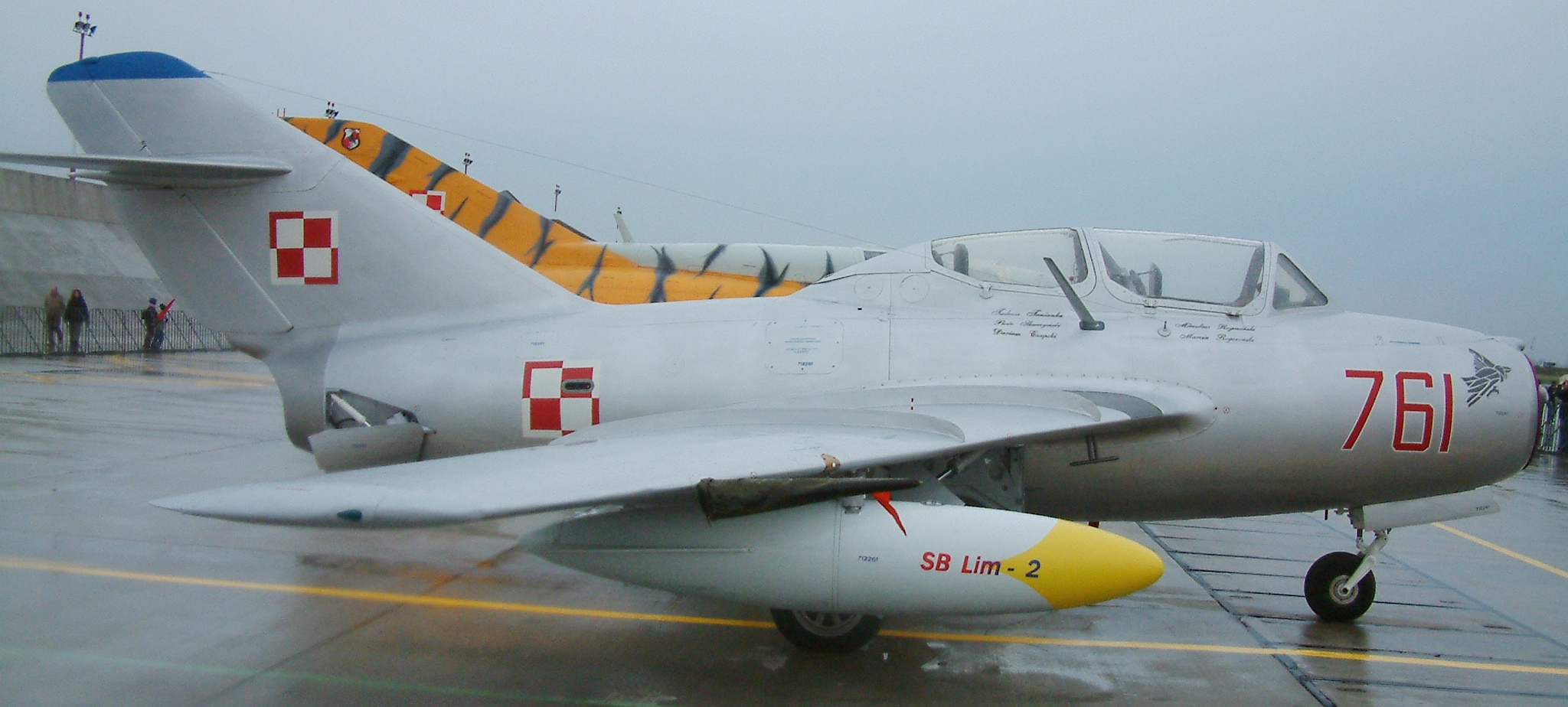
SB Lim-2

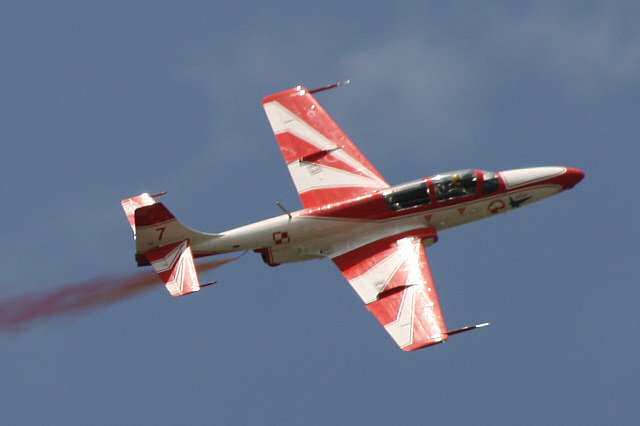
TS-11 Iskra

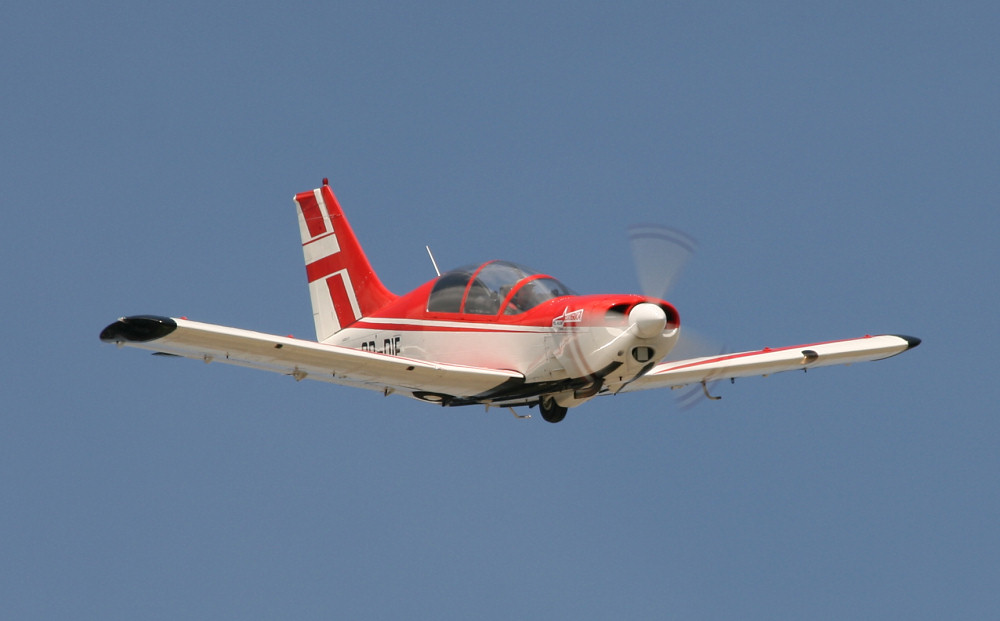
PZL M26 Iskierka

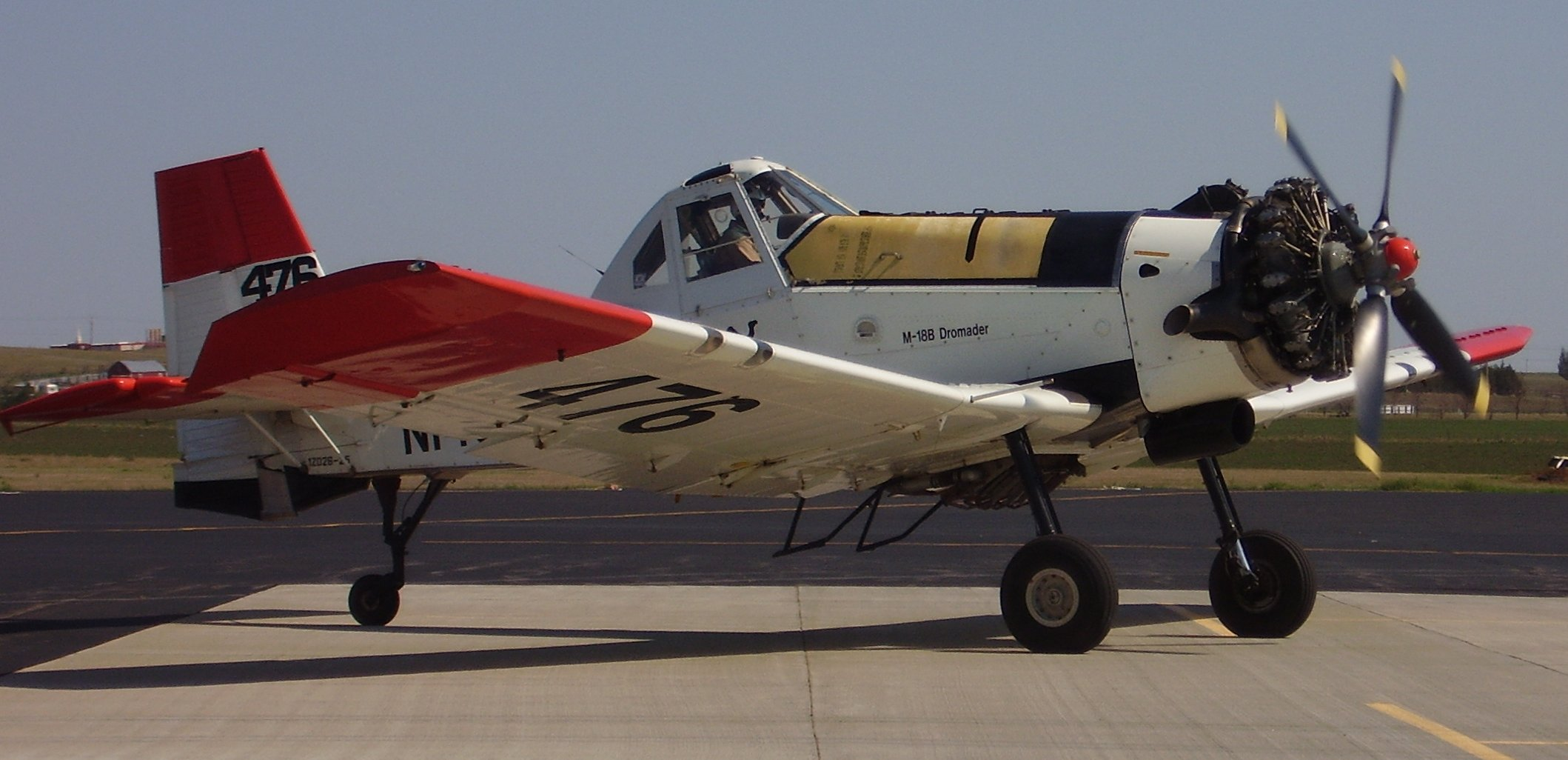
PZL M18B Dromader

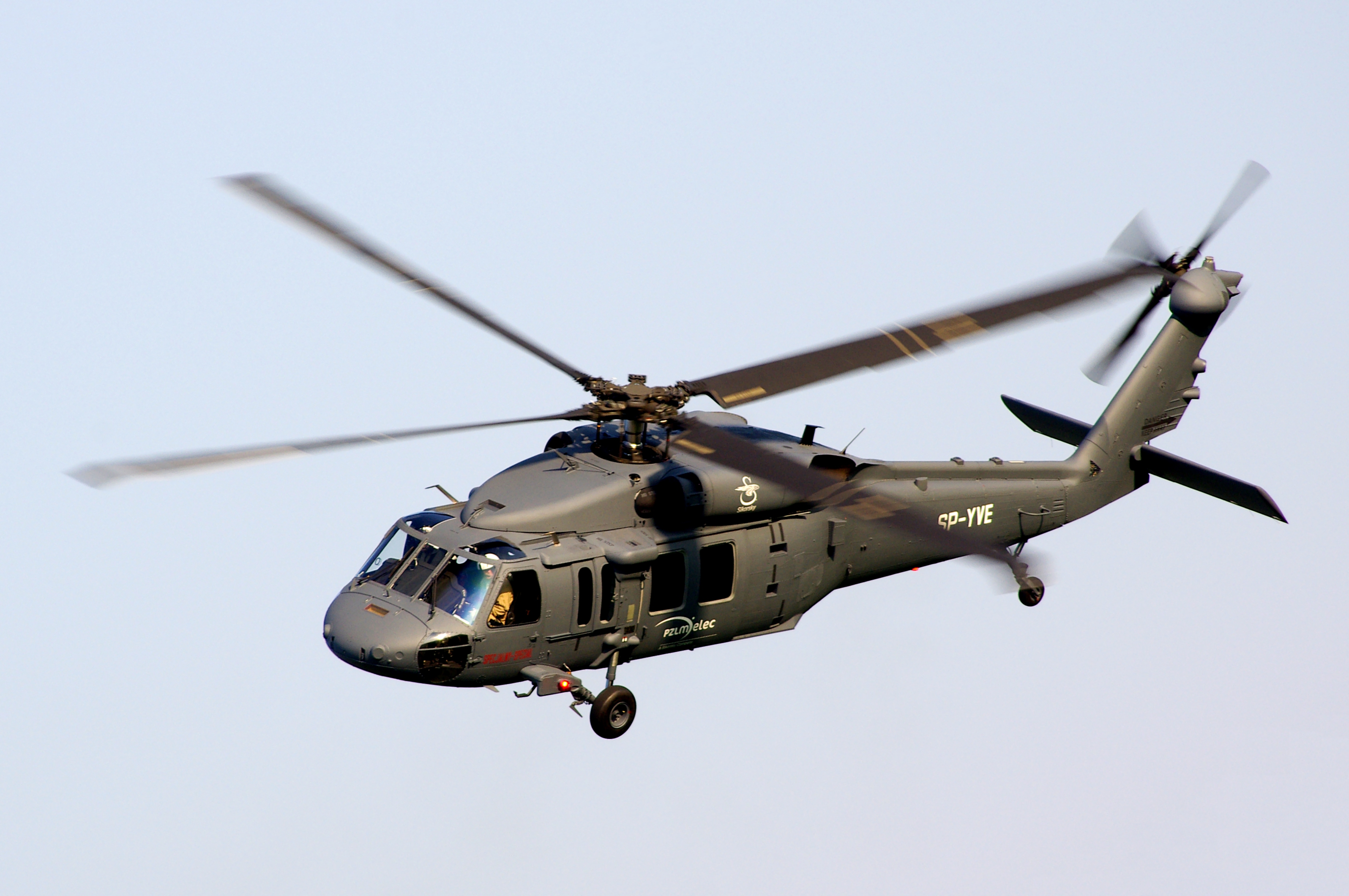
S-70i Black Hawk

Polskie Zakłady Lotnicze Sp. z o.o. (PZL Mielec) – największe zakłady lotnicze w Polsce, znajdujące się w Mielcu w województwie podkarpackim. Powstały w 1938 roku jako zakład WP-2 Państwowych Zakładów Lotniczych. Po II wojnie światowej stały się największą polską wytwórnią lotniczą, budując samoloty głównie na eksport i nosząc od 1949 roku nazwę WSK Mielec (Wytwórnia Sprzętu Komunikacyjnego), a następnie WSK „PZL-Mielec”. W 1998 roku w wyniku restrukturyzacji stały się niezależnym podmiotem gospodarczym. Od 2007 roku spółka zależna amerykańskiego Sikorsky Aircraft Corporation (obecnie Lockheed Martin Helicopter Company). Tereny przedsiębiorstwa znajdują się w Specjalnej Strefie Ekonomicznej Euro-Park Mielec. 

## Historia
W 1936 roku w planie budowy COP znalazła się wytwórnia lotnicza w Mielcu, która miała wejść w skład Państwowych Zakładów Lotniczych jako jej Wytwórnia Płatowców nr 2. Budowę rozpoczęto 1 września 1938 roku, a w lipcu 1939 roku mury fabryki opuścił pierwszy zmontowany tam (z części dostarczonych z zakładów na Okęciu) samolot PZL.37 Łoś. Zakłady zatrudniały wówczas 700 osób. Do wybuchu wojny, łącznie z warszawską wytwórnią zmontowano ich ok. 120. Maszyny brały udział w początkowej fazie II wojny światowej.
Po zajęciu Mielca 13 września 1939 roku przez wojska niemieckie, zakłady zostały włączone do przedsiębiorstwa Heinkel. Prowadzono w nich produkcję podzespołów bombowców He 111 (usterzenia), He 177 Greif i myśliwców nocnych He 219 oraz montaż bombowców He 111 i remonty samolotów, m.in. He 111 i Junkers Ju 52. Pracowało w nich w 1944 roku do 5500 osób. W lipcu 1944 Niemcy wycofali się, zabierając maszyny i oprzyrządowanie, natomiast nie zdążyli wysadzić w powietrze budynków (jak w wytwórni na Okęciu). 6 sierpnia 1944 zakłady przejęto pod administrację radziecką, nadal prowadząc w nich remonty samolotów.
22 lipca 1945 zakłady zostały zwrócone stronie polskiej i otrzymały nazwę Państwowe Zakłady Lotnicze (PZL) – Zakład Nr 1 w Mielcu. 15 listopada 1945 oblatano tam prototyp pierwszego samolotu – szkolno-łącznikowego PZL S-1, jednakże oprócz niego, zakłady początkowo zajmowały się remontami samolotów i produkcją pozalotniczą (aluminiowe sprzęty AGD, wagi, drewniane i metalowe karoserie autobusowe, zabudowy dla samochodów strażackich na podwoziach Bedford). W 1948 wyprodukowano 10 samolotów Szpak-4T, będących pierwszymi samolotami produkowanym seryjnie w Polsce po wojnie. Zakłady zatrudniały w 1946 roku 800, a w 1949 roku 1160 osób.
W 1949 roku zakłady zmieniły nazwę na Wytwórnia Sprzętu Komunikacyjnego, Zakład nr 1 w Mielcu, w skrócie WSK-1 Mielec. W 1950 roku zdecydowano o znacznej rozbudowie zakładów, w związku z planami masowej produkcji licencyjnej samolotów radzieckich. Podjęto produkcję odrzutowych myśliwców MiG-15 i MiG-17, jako Lim-1, Lim-2, Lim-5, Lim-6. Od 1960 roku produkowano na licencji najliczniejszy typ samolotu z Mielca – wielozadaniowy dwupłat An-2, w większości na eksport do ZSRR. Powstało także kilka własnych prototypów, jak PZL M-2 (pierwszy całkowicie metalowy samolot sportowy skonstruowany w Polsce po wojnie), PZL M-4 Tarpan, PZL S-4 Kania, lecz nie weszły do produkcji.
Przejściowo w latach 1970–1975 zakłady nosiły nazwę WSK Delta-Mielec, a od 1975 roku przywrócono przedwojenną nazwę Wytwórnia Sprzętu Komunikacyjnego „PZL-Mielec”. WSK otrzymał tytuł „Zakład Pracy Socjalistycznej”, a w 1978 załoga zakładu została odznaczona Orderem Sztandaru Pracy I klasy. 1 lipca 1980 roku w WSK "PZL-Mielec" rozpoczął się strajk, który trwał do 20 lipca 1980 roku przez co zakłady lotnicze w Mielcu były jednymi z pierwszych zakładów pracy, które rozpoczęły protesty przeciwko władzy komunistycznej PRL poprzedzającymi strajki robotnicze w Sierpniu 1980 roku i porozumienia sierpniowe doprowadzające do powstania NSZZ „Solidarność”.  
31 sierpnia 1989 roku w związku z pogarszającą się sytuacją ekonomiczną i społeczno-polityczną w WSK zawiązał się Międzyzakładowy Komitet Strajkowy i ogłosił pogotowie strajkowe, które zostało odwołane po negocjacjach z dyrekcją dzień później 1 września tego samego roku. 7 czerwca 1991 roku zarządzeniem nr 226 ministra przemysłu Andrzeja Zawiślaka  powołano komisję naprawczą WSK PZL Mielec, która rozpoczęła działalność 17 czerwca tego samego roku. 14 września 1991 roku na WSK „PZL-Mielec” powołano Komitet Strajkowy w ramach protestu przeciwko pogarszającej się sytuacji przedsiębiorstwa co doprowadziło do rozmów Komitetu Strajkowego z dyrekcją i ówczesną minister przemysłu i handlu Henryką Bochniarz w dniu 20 września tego samego roku oraz obietnicami ze strony minister podjęcia wtedy konkretnych decyzji w sprawie zakładu. W 1992 roku w czasie wczesnej fazy transformacji gospodarczej w Polsce doszło wskutek tego do kryzysu WSK „PZL Mielec” i rozpoczęcie procesu restrukturyzacji przedsiębiorstwa co doprowadziło do wysokiego bezrobocia i braku perspektyw w regionie w tym czasie. 14 stycznia 1992 roku doszło w polskich zakładach przemysłu lotniczego do 8-godzinnego strajku generalnego podjętego przez Komisje Zakładowe NSZZ „Solidarność” i Sekcję Krajową Przemysłu Lotniczego „Solidarność”, a 30 marca 1992 roku na terenie zakładów przeprowadzono 8-godzinny strajk w ramach strajku rotacyjnego zakładów branży lotniczej. Strajki doprowadziły do spotkania w Warszawie w dniu 8 kwietnia 1992 roku przedstawicieli zakładowych organizacji NSZZ „Solidarność” przemysłu lotniczego, w tym grupy z WSK „PZL-Mielec” z ówczesnym premierem RP Janem Olszewskim. 
W 1993 r. w wyniku restrukturyzacji usamodzielnił się Zakład Produkcji Aparatury Paliwowej jako Wytwórnia Aparatury Wtryskowej "PZL-Mielec" Sp. z o. o., powstała w 1978 roku jako część Wytwórni Sprzętu Komunikacyjnego "PZL-Mielec".http://www.waw.mielec.pl/pl/2/2/waw_pzl_mielec.html
Mieleccy inicjatorzy powstania strefy ekonomicznej uzyskali też poparcie kolejnych rządów w Polsce co doprowadziło do uchwalenia ustawy z dnia 20 października 1994 r. o specjalnych strefach ekonomicznych, która weszła w życie 23 grudnia 1994 roku. To ostatecznie doprowadziło do powstania w 1995 roku pierwszej w Polsce Specjalnej Strefy Ekonomicznej EURO-PARK MIELEC.
19 października 1998 przedsiębiorstwo państwowe przekształcono w spółkę Skarbu Państwa pod nazwą Polskie Zakłady Lotnicze Sp. z o.o, w skrócie PZL Mielec. Od 2002 roku spółka PZL Mielec generowała straty, a także miała problemy z płynnością finansową przy jednoczesnym braku zdolności kredytowej i wysokim poziomie zadłużenia oraz trudnościami w utrzymaniu się na rynku i zagrożeniem upadłością firmy w 2007 roku. 5 grudnia 2005 roku PZL Mielec zawarła umowę z Ministerstwem Obrony Narodowej na dostawę 2 sztuk samolotów M-28 z silnikami PT 6A - 65 B, następnie aneksem do umowy rozszerzono o kolejne 3 samoloty M-28B/B. 15 grudnia 2006 roku Walne Zgromadzenie Agencji Rozwoju Przemysłu S.A. wyraziło zgodę na zbycie na rzecz spółki United Techologies Holdings S.A. posiadanych przez agencję udziałów spółki Polskie Zakłady Lotnicze Sp. z o.o. w Mielcu za łączną cenę 66 milionów złotych. 16 marca 2007 roku Agencja Rozwoju Przemysłu sprzedała 100% udziałów PZL Mielec amerykańskiej spółce United Technologies Holdings S.A. za 66 mln zł, przez co zakłady stały się spółka zależną Sikorsky Aircraft Corporation. Sprawą prywatyzacji Mielca zajmowała się prokuratura. Według Agencji Rozwoju Przemysłu S.A., która była poprzednim właścicielem zakładów spółka bez powiązania kapitałowego z silnym inwestorem strategicznym nie miałyby szans na utrzymanie się na rynku w perspektywie najbliższych wtedy kilku lat.

## Lockheed Martin
W lipcu 2015 roku spółka Sikorsky Aircraft Corporation została zakupiona przez amerykański koncern Lockheed Martin za 9 miliardów dolarów. Dzięki zakupowi przedsiębiorstwa przez Lockheeda Martina, zakłady PZL Mielec stały się jednym z elementów globalnego łańcucha zaopatrzenia jednej z firm amerykańskiej „wielkiej piątki” zbrojeniowej. Produkowane tu są więc tylna i środkowa część kadłuba, konstrukcja kokpitu, boczny panel kokpitu oraz przednia komora wyposażenia wszystkich nowych samolotów F-16 Block 70 i Block 72.

## Wyroby

### Samoloty
- Dawniej
  - PZL.37 Łoś
  - CSS-13 (180[2])
  - Lim-1
  - Lim-2
  - Lim-5
  - Lim-6
  - An-2 (11.954, w tym: 7880 rolniczych An-2R, 1640 transportowo-pasażerskich An-2TP, 1344 transportowych An-2T, 816 pasażerskich An-2P, 154 morskich pływakowych An-2M, 52 transportowo-desantowych An-2TD, 44 salonek An-2P Lux[2])
  - TS-8 Bies (229[2])
  - TS-11 Iskra (419[2])
  - PZL M-2
  - PZL M-15 (Belphegor)
  - TS-16 Grot (projekt)
  - PZL I-22 Iryda

- Dziś
  - PZL M18 Dromader (759 do 2014[2])
  - PZL M26 Iskierka
  - PZL M28 Skytruck
  - PZL M28B Bryza

### Śmigłowce
- S-70i Black Hawk – w Mielcu są produkowane kadłuby, belki ogonowe i podwieszenia oraz jest prowadzony montaż końcowy – pierwszy zmontowany śmigłowiec S-70i został zaprezentowany 15 marca 2010 roku[22]. Docelowo zakłady mają produkować 20 maszyn rocznie. Koszt jednego śmigłowca wynosi od 17 mln zł do 30 mln zł w zależności od wersji.
- kabiny dla śmigłowców UH-60M[22]

### Rakiety
- Dawniej
  - Meteor 1
  - Meteor 2K
  - Meteor 3

### Pozostałe
Dawniej produkowano także wyroby niezwiązane z lotnictwem:
- Mikrus MR-300 – polski samochód osobowy produkowany przez WSK Mielec (nadwozie) we współpracy z WSK Rzeszów (silnik). W latach 1957–1960 wyprodukowano 1728 sztuk.
- AGD, w tym lodówki (1954-1966)[5]
- nadwozia autobusów, samochodów pożarniczych, sanitarek (pod koniec lat 40.)[5]
- nadwozia samochodów-chłodni (1962-1974)[6]
- nadwozia samochodów transmisyjnych telewizji (1965)[6]
- wózki golfowe i pojazdy elektryczne Melex (od 1970)[23]
- wagoniki kolejki górskiej w Zakopanem (1959)[6]
- samochodowe silniki wysokoprężne SW 680 – polska wersja silników typu 0.680 plus na licencji British Leyland, produkowana od 1966.
- aparaturę wtryskową na licencji austriackiej firmy Friedmann & Maier[24]